# شیلا لرویل
شیلا لرویل (انگلیسی: Sheila Lerwill؛ زادهٔ ۱۶ اوت ۱۹۲۸) ورزشکار دو و میدانی اهل بریتانیا است.